# 貴湖
貴湖（发音为/ˈɡwɛlf/），又译圭爾夫，是加拿大安大略省南部一座城市，離多倫多市中心以西約100公里，離基秦拿－滑鐵盧地區以東則約有28公里。貴湖市過往曾屬威靈頓縣的一部分，但後來卻脫離縣政府並成為一個獨立市；然而，威靈頓縣的縣治仍設於貴湖市，而貴湖市和威靈頓縣仍屬同一個人口普查區。據2016年加拿大人口普查所示，貴湖市有131,794名居民，其都會區人口則達141,097（2011年数据）。
貴湖的犯罪率低，環境潔淨，且生活質素良好，因此經常在各項全國最適宜居住城市的調查中名列前茅。

## 歷史

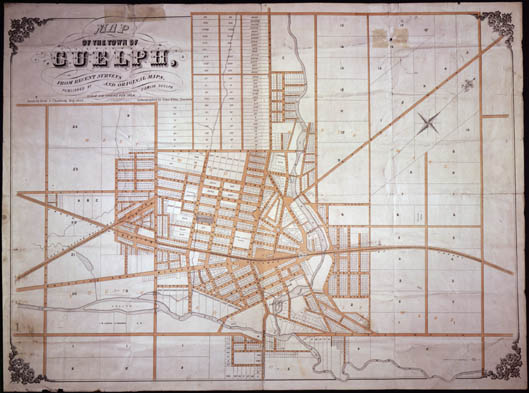
1855年貴湖地圖

英國一間名為加拿大公司的發展商於19世紀有意在上加拿大開發一個住宅社區，遂委派其駐加拿大主管約翰·加爾特物色一個合適的地點。加爾特最終選中斯皮德河與埃拉莫萨河合流處一帶，並將鎮的街道網規劃成一個以斯比德河沿岸一處為中心點的半圓放射狀。鎮名「貴湖」（Guelph）取自英國漢諾威王朝的祖宗韋爾夫家族（德語Welf，英語中又作Guelf或Guelph），因此貴湖的別稱是「皇家之城」（The Royal City）。貴湖於1827年4月23日（即聖喬治日）開埠，再於1856年1月1日正式設鎮。貴湖初期的發展步伐沒有預期般理想，到大主幹鐵路於1856年抵達貴湖後才漸見起色。
安大略省政府於1870年代在貴湖購入500英畝的農地，並於1874年5月1日成立安大略農業學院。農業學院於1964年與安大略獸醫學院和麥當勞學院合併成現貴湖大學。
貴湖於1879年4月23日改設市。

## 人口
| 族裔背景 | 數目   | 百分比 |
| -------- | ------ | ------ |
| 英格蘭裔 | 36,975 | 31.93% |
| 加拿大人 | 36,845 | 31.82% |
| 蘇格蘭裔 | 27,875 | 24.07% |
| 愛爾蘭裔 | 24,445 | 21.11% |
| 德裔     | 14,505 | 12.52% |
| 意大利裔 | 11,135 | 9.61%  |

貴湖的人口按年增長約2%，是全國增長速度第四大的城市。據2011年加拿大人口普查所示，貴湖市有121,688名居民，到2016年根据加拿大人口普查所示，居民已经增长到131,794人，預料到2027年人口將達175,000至195,000人。受季度性學生人口所影響，貴湖的全年總人口波幅頗為顯著。
據2001年人口普查所示，貴湖市的男女分佈約為49.1%比50.9%。5歲以下小童和屆退休年齡居民則各約佔全市人口約6.2%和12.2%。居民平均年齡約為35.7歲。
貴湖的居民過去主要以英裔為主：英裔於1880年佔全市人口約92%，1921年則為87%。現時市内有約10%居民宣稱自己屬可見少數族裔，當中2.43%為來自阿富汗、印度和巴基斯坦的南亞裔人士；2.42%為華人；1.25%為黑人；其他族裔則包括菲律賓裔、越南裔和阿拉伯裔。
市内有約74.17%居民信奉基督教，當中新教徒和羅馬天主教徒大概各佔一半；其他居民則信奉佛教（1.45%）、伊斯蘭教和印度教等宗教。

## 交通

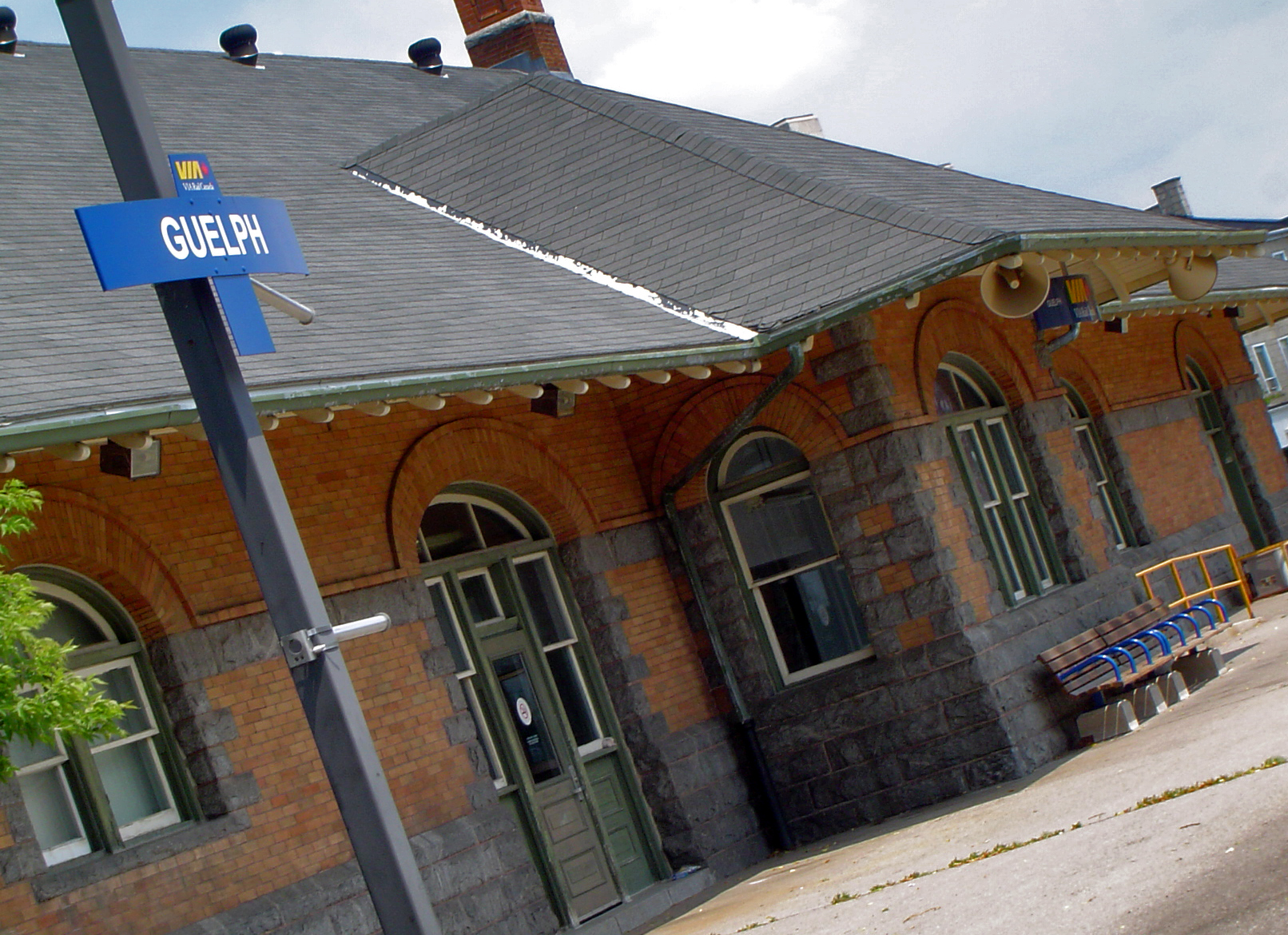
貴湖火車站

貴湖市的公共交通服務由市營的貴湖市交通局營運，轄下有21條巴士綫。此外，GO運輸公司亦有提供來回貴湖大學和貴湖市長途巴士站的巴士路綫。
鐵路服務是由維亞鐵路提供，現時每天有3班來往薩尼亞和多倫多的列車停靠貴湖火車站。另外，GO通勤鐵路亦於1990年伸延至貴湖火車站，但GO後來卻因省政府削減撥款而於1993年將這條通勤鐵路綫縮短至以喬治鎮為總站。GO於2007年宣佈有意將喬治鎮綫經貴湖伸延至基秦拿，並為此項目進行環境評估。延綫於2011年正式投入服務，標註著GO通勤鐵路重回貴湖。
貴湖市位處6號和7號公路的交界處，而駕駛人士亦可依6號公路往南行再駁上401號公路前往多倫多和倫敦等地。
航空交通方面，最接近貴湖市的機場是位於滑鐵盧區布雷斯勞的滑鐵盧區國際機場，但此機場所提供的定期航班卻較為疏落，因此居民通常使用多倫多皮爾遜國際機場。貴湖市政府過去曾持有滑鐵盧區國際機場的部分股權，此機場過去亦因此稱為滑鐵盧-貴湖地區機場（Waterloo-Guelph Regional Airport），直至貴湖市政府於1996年將其股權售予滑鐵盧區政府為止。

## 教育

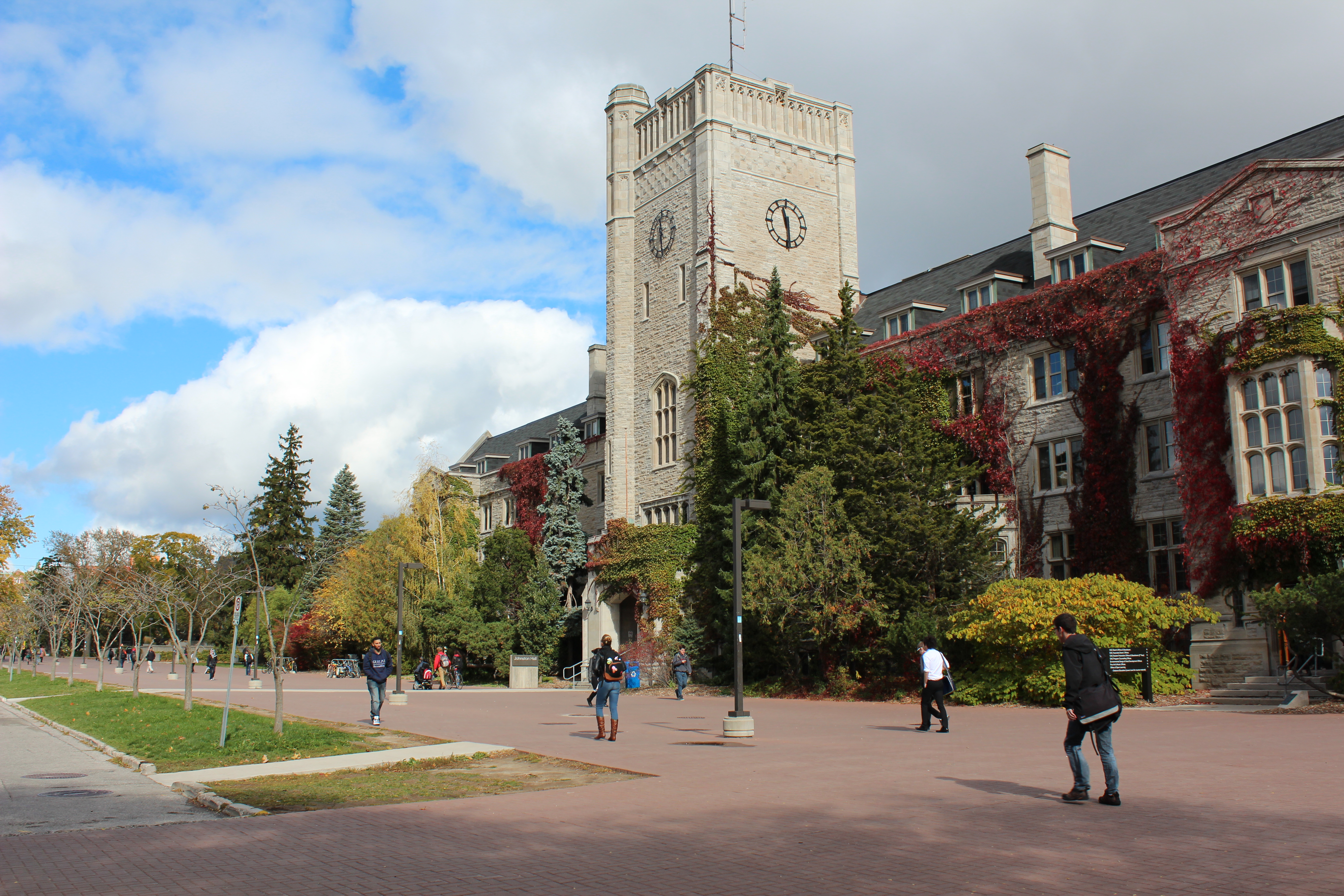
貴湖大學

上格蘭德教育局（Upper Grand District School Board）負責營運市內的4間英語公立中學和26間英語公立小學，而威靈頓天主教教育局（Wellington Catholic District School Board）則負責營運市內的4間英語天主教公立中學和12間英語天主教公立小學。維亞蒙德教育局（Conseil scolaire Viamonde）在市内營運一間法語公立小學，而中南部天主教教育局（Conseil scolaire de district catholique Centre-Sud）則在市内營運一間法語天主教公立小學。
專上教育方面，贵湖市有一所大学：贵湖大学，该校以农学/食品学和兽医学著称。此外，哥尼斯多加學院（Conestoga College）亦在該市設有衛星校園。

## 氣候
| 貴湖                | 貴湖          | 貴湖          | 貴湖          | 貴湖         | 貴湖        | 貴湖        | 貴湖        | 貴湖        | 貴湖        | 貴湖        | 貴湖        | 貴湖          | 貴湖          |
| 月份                | 1月           | 2月           | 3月           | 4月          | 5月         | 6月         | 7月         | 8月         | 9月         | 10月        | 11月        | 12月          | 全年          |
| ------------------- | ------------- | ------------- | ------------- | ------------ | ----------- | ----------- | ----------- | ----------- | ----------- | ----------- | ----------- | ------------- | ------------- |
| 历史最高温 °C（°F） | 13.9 (57.0)   | 13.5 (56.3)   | 23.5 (74.3)   | 29.2 (84.6)  | 31.6 (88.9) | 36.2 (97.2) | 36.5 (97.7) | 33.9 (93.0) | 32.6 (90.7) | 25.2 (77.4) | 20.6 (69.1) | 19.1 (66.4)   | 36.5 (97.7)   |
| 平均高温 °C（°F）   | −3.7 (25.3)   | −2.6 (27.3)   | 3.4 (38.1)    | 11.3 (52.3)  | 18.5 (65.3) | 23.3 (73.9) | 25.9 (78.6) | 24.5 (76.1) | 19.8 (67.6) | 12.8 (55.0) | 6.2 (43.2)  | −0.5 (31.1)   | 11.6 (52.9)   |
| 平均低温 °C（°F）   | −11.4 (11.5)  | −11.1 (12.0)  | −6 (21)       | 0.5 (32.9)   | 6 (43)      | 10.6 (51.1) | 13.5 (56.3) | 12.6 (54.7) | 8.4 (47.1)  | 3 (37)      | −1.4 (29.5) | −7.6 (18.3)   | 1.4 (34.5)    |
| 历史最低温 °C（°F） | −34.4 (−29.9) | −31.7 (−25.1) | −26.8 (−16.2) | −11.4 (11.5) | −4.3 (24.3) | −0.6 (30.9) | 3.3 (37.9)  | −0.6 (30.9) | −5 (23)     | −8.3 (17.1) | −15.1 (4.8) | −30.4 (−22.7) | −34.4 (−29.9) |
| 平均降水量 mm（）   | 56.4 (2.22)   | 50.8 (2.00)   | 72.1 (2.84)   | 78.3 (3.08)  | 79.9 (3.15) | 76 (3.0)    | 88.5 (3.48) | 95.9 (3.78) | 92.1 (3.63) | 69.2 (2.72) | 86.3 (3.40) | 77.7 (3.06)   | 923.2 (36.35) |
| 来源：加拿大環境部  |               |               |               |              |             |             |             |             |             |             |             |               |               |

## 外部連結
- 貴湖市官方網頁